# Celestí Devesa

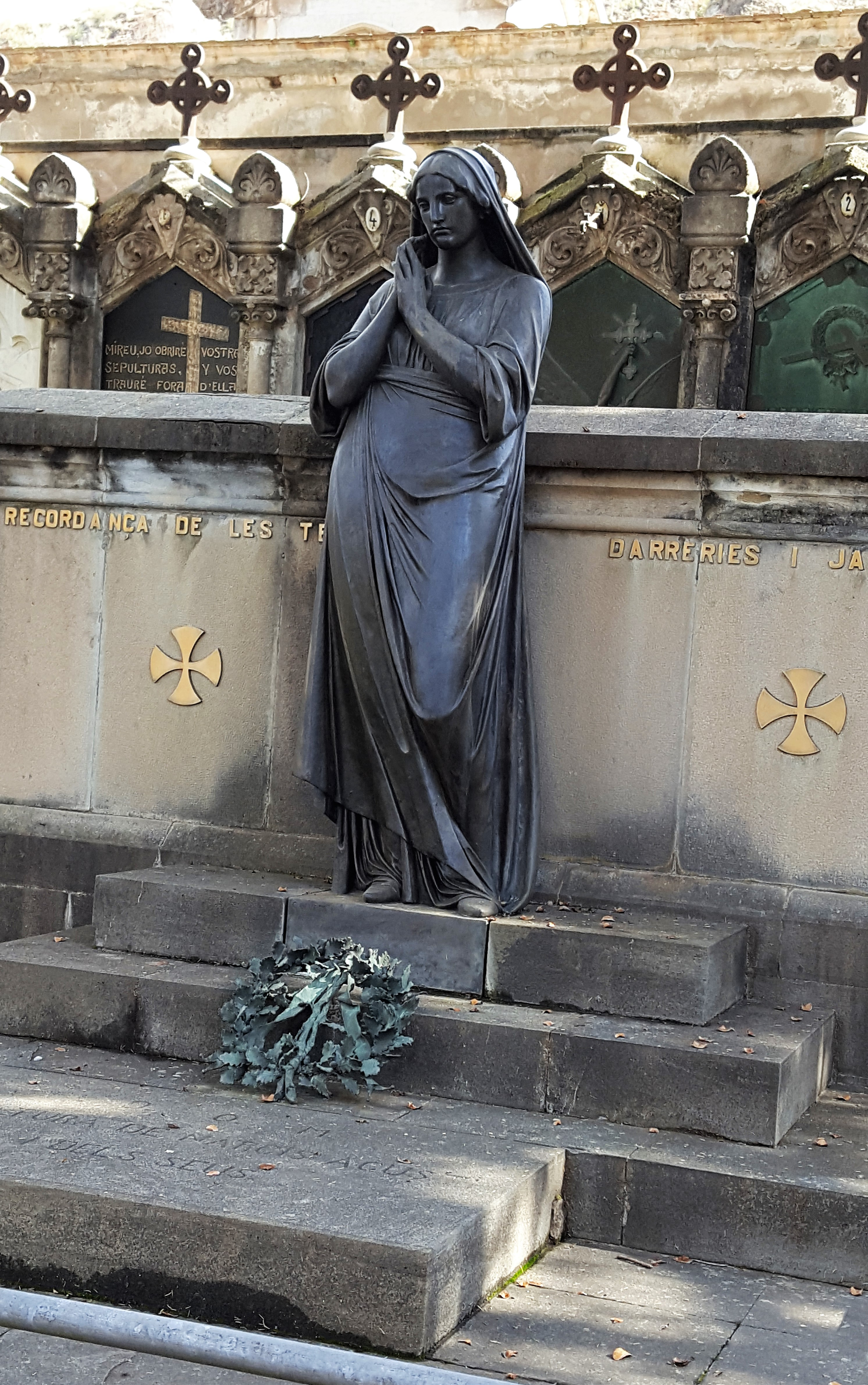
Obra de Celestí Devesa al cementiri d'Olot.

Celestí Devesa i Pinadella (Begudà, 20 de gener de 1868 - Olot, 1 d'agost de 1935) fou un escultor garrotxí.

## Família
Celestí Devesa és el pare de Mercè Devesa i l'avi de Joan de Sagarra. Va ser sogre de Josep Maria de Sagarra i consogre de Ferran de Sagarra.

## Biografia
Escultor olotí que treballà al taller d'imatgeria El Arte Cristiano. La ciutat d'Olot el coneix per haver esculpit la Gegantessa de la Ciutat.
Es va comprometre activament amb els moviments catalanistes del seu temps (Centre Catalanista, Lliga Regionalista...) va ser membre de diverses entitats (Institut Olotí de les Arts, les Ciències i les Indústries, Grup Excursionista Montsacopa, Museu-Biblioteca d'Olot, Foment de Caça i Pesca d'Olot i comarca, Sometent d'Olot, Apostolat de l'Oració...) i va estar vinculat estretament amb la convocatòria i organització dels Jocs Florals d'Olot (esdevenint-ne membre de la junta, patrocinador (donant una escultura seva) d'un dels premis del cartell anual, essent vocal i/o secretari del jurat...) Fou president del grup o secció d'excursionisme científic del Museu-Biblioteca d'Olot i es mostrà disposat a emprendre la investigació prehistòrica de la comarca. Va destacar com a dibuixant i va dissenyar les capçaleres de publicacions locals com L'Olotí (1892), el qual en fou director; El Eco de la Montaña (1893), Sanch Nova (1900) i la Fulla Parroquial d'Olot (1928). També va col·laborar, amb els seus dibuixos, en un treball sobre Santa Pau publicat a l'Àlbum Literari i Artístic de L'Olotí (1894) i, amb un dibuix de la pica baptismal romànica, en un article de Josep Berga, sobre l'església vella de Sant Joan les Fonts, que veié la llum a La Ilustració Llevantina (1901).
Les primeres notícies de Devesa, com a escultor, són del juny de 1890, quan era un alumne avantatjat de l'escola pública de Belles Arts. Va exposar un bust, de fang, que representava el cap d'un català "de pura rassa y ferreny com los del any vuit encara que sa fesomia reveli la d'un home que s'acosta als xexanta. Per les Festes del Tura prengué part en una mostra de treballs artístics dels alumnes de l'Escola. La seva aportació, en escultura, va ser considerada un treball notable. Després (1891) va exposar en una botiga de roba del centre d'Olot un bust de dona vella, ben modelat y ben sentit, i a la mateixa botiga, unes setmanes després, va exhibir una escultura d'un vellet típich d'aquest país, que feia bona parella amb la de la vella ja presentada en públic. S'acabaren titulant L'Avi (coneguda també com a Pagès olotí) i L'Àvia, que varen ser exposades a la Sala Parés de Barcelona, i meresqueren l'atenció del diari La Veu de Catalunya, el qual va dir que ab tot y sas moltas faltas revelan un bon principiant.